# Für das Leben eines Freundes
Für das Leben eines Freundes (Originaltitel: Return To Paradise) ist ein US-amerikanisches Filmdrama des Regisseurs Joseph Ruben, aus dem Jahr 1998. Das Drehbuch entstand nach der Vorlage von Pierre Jolivet zu seinem Film Der Preis der Freiheit aus dem Jahr 1989.

## Handlung
Drei Freunde verbringen einen gemeinsamen Urlaub in Malaysia. Während „Sheriff“ und Tony anschließend nach New York zurückkehren, bleibt Lewis, um bei der Rettung von Orang-Utans zu helfen. Zwei Jahre später erscheint Beth Eastern als Lewis’ Anwältin bei Sheriff und Tony, um sie zur Rückkehr nach Malaysia zu bewegen. Die drei Freunde hatten damals ein geliehenes Fahrrad achtlos in den Busch geworfen. Der Besitzer erstattete daraufhin Anzeige wegen Diebstahls. Nach der Abreise von Sheriff und Tony durchsuchte die Polizei ihre Wohnung, die nun von Lewis alleine bewohnt wurde, und fand dabei Haschisch, das allen dreien gehörte. Aufgrund der geringfügig zu hohen Menge gilt er für die Behörden nun als Dealer und verbrachte die letzten zwei Jahre in Malaysia im Gefängnis, in acht Tagen erwartet ihn nun endgültig die Vollstreckung seines Todesurteils.
Aufgrund einer mündlichen Vereinbarung zwischen Beth und der dortigen Justiz besteht für die einstigen Freunde jedoch eine Möglichkeit, sein Leben zu retten: Wenn Tony und Sheriff sich stellen und ihren Anteil von jeweils drei Jahren (falls nur einer: dann sechs Jahre) im dortigen Kerker abbüßen. Diese Entscheidung ist für die beiden alles andere als einfach. Tony ist beruflich erfolgreich und gründet gerade eine Familie. Sheriff arbeitet als Chauffeur für eine Nobelfirma. Von den Zuständen in den Gefängnissen in Malaysia hört man nichts Gutes. Beth wird von der Presse verfolgt, und es stellt sich heraus, dass sie nicht Lewis’ Anwältin, sondern seine Schwester ist.
Tony fühlt sich deswegen hintergangen und weigert sich, die Haftstrafe zu übernehmen. Er kehrt nach Hause zurück und so bleibt es an Sheriff, Lewis zu retten. Zwischen Sheriff und der attraktiven Beth beginnt eine Romanze, wobei nicht klar wird, ob Beth sich aus echter Zuneigung mit Sheriff einlässt oder nur, um ihn dazu zu bringen, das Leben ihres Bruders zu retten.
Sheriff tritt schließlich die Haftstrafe an, als eine besonders ehrgeizige Journalistin einen Artikel über den Fall schreibt und dabei die Haftbedingungen in Malaysia harsch anprangert. In der Folge versammelt sich vor dem Gerichtsgebäude kurz vor der Urteilsverkündung eine große Menge westlicher Journalisten, die in sehr negativer Weise über die malaysische Justiz berichtet. Daraufhin beschließt der Richter, empört über die negative westliche Presse, ein Exempel zu statuieren: Er bricht die Vereinbarung und Lewis wird gehängt.
Sheriff wird ins Gefängnis verbracht, wo er seinen Teil der Strafe absitzen muss. Er kann die Hinrichtung von seinem Zellenfenster aus beobachten und begleitet mit emotionalen Zurufen Lewis auf seinem letzten Gang. Als Beth Sheriff im Gefängnis besucht und die beiden über Lewis sprechen, beteuern sie einander ihre Liebe, und Beth verspricht Sheriff, nachdem sie den Leichnam ihres Bruders nach Amerika mitnimmt, anschließend sofort wieder zurück nach Malaysia zu ihm zu fliegen, um dort auf ihn zu warten. Nun stellt sich heraus, dass Beth doch wahre Gefühle für Sheriff empfindet und nicht nur wegen ihres Bruders die Zuneigung zu Sheriff zu kaufen versucht hat. Beth gelingt es schließlich, Sheriff aus dem Gefängnis zu holen. Nach einigen Wochen im Gefängnis soll er ohne große Komplikationen nach Amerika zurückkehren können.

## Kritiken
James Berardinelli verglich den Film auf ReelViews mit dem Film Red Corner – Labyrinth ohne Ausweg. Er lobte die Darstellung von Anne Heche und kritisierte das seiner Meinung nach schwache Ende.
Roger Ebert lobte in der Chicago Sun-Times vom 14. August 1998 die Darstellungen von Anne Heche und Jada Pinkett Smith. Er fragte, was Sheriff empfinden konnte, wenn sein Freund starb, aber die Haftstrafe abgekürzt wurde. Ebert verglich den Film mit dem Film 12 Uhr nachts – Midnight Express mit Brad Davis aus dem Jahr 1978.

„Ein konventioneller, nur vordergründig an Menschenrechtsfragen interessierter Politthriller, der das islamische Regime in Malaysia wegen seiner drakonischen Strafen für Drogendelikte kritisiert. Dennoch entwickelt sich die Spannung eher aus einem absehbaren Repertoire persönlicher Konflikte, die schließlich auch das Interesse am – mit einer deutlichen Fremdenfeindlichkeit belegten – Sujet erlahmen lassen.“

„Nach dem faden Hitchcock-Remake ‚Psycho‘ treten hier Anne Heche und Newcomer Vince Vaughn erneut gemeinsam auf der Leinwand auf. Was noch relativ gelassen und schwungvoll beginnt, verliert sich mehr und mehr in einem etwas wirren Justiz-Drama.“

## Trivia
- In den Nebenrollen spielen Raymond J. Barry, Vater von Sheriff, und David Zayas als Vorarbeiter.[5]
- Die Szenen im Gefängnis wurden im Eastern State Penitentiary aufgenommen.[6]

## Auszeichnungen
Anne Heche und Joaquín Phoenix wurden im Jahr 2000 für den ungarischen Preis Csapnivaló nominiert. Die Deutsche Film- und Medienbewertung FBW verlieh dem Film das Prädikat besonders wertvoll.